# Stora Oxögat, Närke
Stora Oxögat är en sjö i Askersunds kommun i Närke och ingår i Motala ströms huvudavrinningsområde. Sjöns area är 0,003 kvadratkilometer och den befinner sig 180 meter över havet.